# ملغمه دندان
ملغمه دندان یا آمالگام دندانی (به انگلیسی: Dental Amalgam) ماده‌ای غیر همرنگ (نقره‌ای یا سیاه) است، که برای پر کردن دندان در مصارف دندانپزشکی از آن استفاده می‌شود. آمالگام دندانی، ترکیب فلز جیوه است با «پودر آمالگام». پودر آمالگام (با آمالگام نهایی که جامد است اشتباه نشود) حاوی نسبت مشخصی از نقره، نیکل و روی است. این پودر با جیوه ترکیب می‌شود. در نتیجهٔ این آلیاژ، جیوه از حالت مایع (خالص) به جامد (آلیاژ) درآمده و نهایتاً توده‌ای فرم‌پذیر و براق را جهت ترمیم دندان فراهم می‌سازد. شرکت‌های مختلفِ تولیدکنندهٔ پودر آمالگام دندانی، درصدهای مختلفی از جیوه، نقره، قلع و مس را در محصولات خود به کار می‌برند. در ترکیب نهایی، بیشترینِ مواد متشکله شامل جیوه (۵۰ درصد) و سپس نقره است.

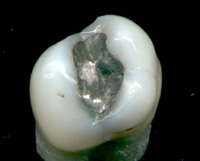
پر کردن با آمالگام

## تاریخچه
آمالگام به مدت بیش از صد سال است که در سراسر دنیا برای ترمیم دندان استفاده می‌شود. این ماده در سال ۱۸۱۲ توسط یک شیمیدان انگلیسی شناخته و در سال ۱۸۳۳ به دنیا معرفی شد.
قدیمی‌ترین نمونه استفاده از آمالگام به عنوان ماده پرکننده دندان دقیقاً شناخته شده نیست ولی گزارش شده‌است که خمیر نقره ای در سال ۶۵۹ بعد از میلاد در چین برای این امر به کار می‌رفت. قبل از آمالگام، دندان پزشکان برای پر کردن دندان از موادی چون تراشه‌های سنگ و صمغ و چوب پنبه و تربانتین و سرب و طلا و … استفاده می‌کردند. جراح مشهور آمبروز پاره (۱۵۱۰ – ۱۵۹۰) برای پر کردن دندان از سرب و چوب پنبه استفاده می‌کرد. در سال ۱۶۰۳ Tobias Dorn Kreilius برای تولید آمالگام فرایندی را معرفی کرد که شامل حل کردن سولفید مس با اسید قوی و افزودن جیوه و جوشاندن آن و ریختن آن در دندان می‌شد. در فرانسه ماده معدنی پرکننده‌ای که D'Arcet ساخت بسیار مردم پسند بود ولی برای استفاده قبل از ریختن در دندان باید جوشانده و ذوب می‌شد. Louis Regnart به این ترکیب، جیوه افزود و دمایی را که نیاز داشت به مقدار قابل توجهی پایین آورد و به همین خاطر، «پدر آمالگام» لقب گرفت. آمالگام در سال ۱۸۲۶ توسط Auguste Taveau در فرانسه جا افتاد. ولی قبلاً در سال ۱۸۱۶ ایجاد شده بود. در حوالی دهه ۱۸۴۰ طلا و پلاتین و نقره و قلع و سرب و آلیاژ آنها بر آمالگام ترجیح داشت. آمالگام موضوع جنجال‌برانگیزی بود. یکی از رساله‌های اولیه دندانپزشکی که توسط یکی از محققان برتر دندانپزشکی ایالات متحده در آن زمان نوشته شده بود آمالگام را «مضرترین ماده‌ای که تا به حال برای پر کردن دندان به کار رفته‌است» توصیف کرد. با این وجود، آن رساله این را پذیرفت که آمالگام مزایای ویژه‌ای دارد. آن رساله استفاده از آمالگام را با این منطق که «جیوه، ترکیبی مضر است» تقبیح کرد.
دو مرد فرانسوی به نام برادران Crawcour آمالگام را در سال ۱۸۳۳ به ایالات متحده آوردند و در سال ۱۸۴۴ گزارش شد که ۵۰٪ از تعمیرات دندان که در شمال نیویورک اتفاق می‌افتد با آمالگام است. قبل از این که آمالگام به وسیله آنها معرفی شود دو گزینه عمده پیش رو بود: کشیدن دندان یا کوبیدن طلای داغ به داخل دندان در یک ملاقات طولانی.
برادران Crawcour از این که مردم را از جیوه موجود در روش "پر کردن با نقره " که به کار می‌بردند و آن را "جایگزین معدنی" (mineral succedaneum) یا "جایگزین معدنی سلطنتی" (royal mineral succedaneum) می‌نامیدند و مردم آن را با طلا مرتبط می‌دانستند آگاه کنند سرباز می‌زدند. در سال ۱۸۴۳ جامعه جراحان دندانپزشکی آمریکا (American Society of Dental Surgeons) (ASDS)، تنها انجمن دندانپزشکی آمریکا در آن زمان، استفاده از آمالگام دندانی را سوء معالجه اعلام داشته و تمام اعضای خود را به امضای گرونامه‌ای دربارهٔ عدم استفاده از آن مجبور کرد. این ابتدای واقعه‌ای بود که به جنگ آمالگام مشهور شد. ASDS برادران Crawcour را از کشور بیرون راند.
موضع‌گیری در برابر آمالگام منجر به فروافتادن ASDS شد؛ زیرا آمالگام از طلا ارزانتر بود و ریختن آن در دندان آسان‌تر و با درد کمتری همراه بود و نیاز به جوشاندن نداشت. در ۱۸۵۰، ASDS مصوبه و نظریه ضد آمالگام خود را فسخ کرد و در ۱۸۵۶ منحل شد. انجمن دندانپزشکی آمریکا (American Dental Association) چند سال بعد در سال ۱۸۵۹ پایه‌گذاری شد و کارهای مرکزی خود را روی جنبه‌های مکانیکی دندانپزشکی متمرکز کرد. تا سال ۱۹۱۷ یک دیپلمه دبیرستان نیازی به ورود به مدرسه دندانپزشکی نداشت.
در طول ۵۰ سال بعد از آن بسیاری از ترکیبات فلزی دیگر آزمایش شد از جمله پلاتین، کادمیوم، آنتیموان و بیسموت. در سال ۱۸۹۵ جی وی بلک (G. V. Black) فرمولی از آمالگام منتشر کرد که بیشتر معیارهای قابل قبول کارایی‌های بالینی را دارا بود و دستورالعمل او عملاً تا هفتاد سال دست نخورده باقی‌ماند.
در ۱۹۵۹ دکتر دندانپزشکی جرح و تعدیلی را در نسبت جیوه به کل آمالگام پیشنهاد کرد که این نسبت از ۶۲٪ به ۵۰٪ تغییر یابد. فرمول استاندارد آمالگام دوباره در سال ۱۹۶۳ وقتی یک آمالگام بسیار مرغوب با ترکیبی که دارای مس زیادی بود معرفی شد تغییر کرد. اگرچه در ابتدا این‌طور تصور می‌شد که مرغوبیت این ترکیب از پراکنده شدن بیشتر مواد در آمالگام است ولی بعداً کشف شد که استحکام بیشتر این آمالگام ناشی از افزایش پیوند مس-قلع است که نسبت به پیوند قلع-جیوه در برابر خوردگی، حساسیت کمتری دارد.
این اتصال قلع-جیوه که امروزه به فاز گاما-۲ مشهور است به عدم استحکام کمک می‌کند و برای رشد عدم استحکام در طول انقباض و گرفتگی آمالگام بعد از قرارگیری در دندان مورد استفاده قرار می‌گیرد که در نتیجهٔ آن، مقادیر اضافی آمالگام در حین تراشیدن به راحتی برداشته شوند.

## استفاده نوین به عنوان ماده ترمیم‌کننده دندان
آمالگام یک ماده ترمیمی فوق‌العاده و انعطاف‌پذیر است که در دندانپزشکی‌ها به چند دلیل استفاده می‌شود. ارزان است و نسبتاً استفاده آسانی دارد و در طول جاگذاری در دندان، به راحتی شکل می‌پذیرد. برای مدت کوتاهی نرم می‌ماند لذا می‌تواند حجم‌های نامنظم دندان راپر کند و سپس سفت می‌شود. آمالگام نسبت به مواد ترمیم‌کننده دیگر مانند کامپوزیت‌ها دارای طول عمر زیادی است.
طبق مطالعه‌ای در سال ۱۹۸۹ بیشتر آمالگام‌ها ۱۰ تا ۱۲ سال دوام می‌آورند در حالی که کامپوزیت‌های دندانی نصف این مدت دوام می‌آورند.
به هر حال این اختلاف با کار کردن پیوسته روی خصوصیات فیزیکی کامپوزیت‌ها، کاهش یافته‌است.
پر کردن با آمالگام دوام بالاتری دارد. اما بسیاری از مردم از ظاهر آن خوششان نمی‌آید، میزان جیوه موجود در ماده آمالگام حدود ۵۰ درصد است، اما مقدار آزاد شده آنقدر کم است که هیچ ضرری برای سلامتی ندارد.

## مناقشه بر سر سمیت آمالگام
این مناقشه از وقتی که آمالگام ابداع شد شروع شد اما در قرن بیستم قوت تازه‌ای گرفت.
بسیاری از مردم از وجود جیوه در آمالگام بی‌خبر بودند.
و این موضوع مهم‌ترین موضوعی است که اخیراً در تابلوی خبری FDA منتشر شده‌است.
نگرانی‌هایی دربارهٔ این عدم اطلاع وجود دارد و استفاده از آمالگام در سطح فدرال در مکانی مثل ایالات متحده نامنظم است.
سازمان بهداشت جهانی گزارش کرد که جیوه حاصل از آمالگام، ۵٪ کل انتشار جیوه را تشکیل می‌دهد که وقتی با جیوه زائد حاصل از آزمایشگاه‌ها و دستگاه‌های پزشکی جمع شود به ۵۳٪ می‌رسد. تفکیک‌کننده ها می‌توانند رهایش جیوه به فاضلاب عمومی را به‌طور چشمگیری کاهش دهند که آمالگام‌های دندانی یک سوم از جیوه این فاضلاب‌ها را تشکیل می‌دهد.
ولی به آن‌ها در ایالات متحده نیازی نیست. از سال ۲۰۰۸ استفاده از آمالگام در سوئد، نروژ و فنلاند محدود شد و کمیته اداره غذا و داروی آمریکا (Food and Drug Administration) (FDA) دربارهٔ ایمنی آن، اظهار نظر مثبتی نکرد.
شورای انجمن دندانپزشکی آمریکا (American Dental Association) در یک سری از کارهای علمی نتیجه گرفته‌است که آمالگام و کامپوزیت برای دندان ضرر نداشته و برای ترمیم آن مؤثرند
این مطالعه نشان داد که پر کردن دندان با آمالگام هیچ ضرری برای فرد در پی نداشته و پر کردن دندان با موادی غیر از آمالگام دلیلی ندارد.
آزمایش‌های تصادفی بالینی اخیر هیچ مدرکی برای ضررهای عصب شناختی یا کلیوی مرتبط با آمالگام در کودکان ۵ تا ۷ سال نشان نداد.
اما در ۲۰۲۰ توسط FDA، برای کودکان، خصوصاً کودکان کمتر از ۶ سال، به دلیل تبعات نورولوژیک، منع شده‌است
.
در دو دهه اخیر مشخص شده که این ماده به‌طور پیوسته جیوه را در حفره دهانی متصاعد می‌کند
این رهاسازی در فعالیت‌هایی از قبیل مسواک زدن، جویدن، نوشیدن مایعات داغ و تنفس افزایش پیدا می‌کند
همچنین آزاد شدن جیوه می‌تواند تحت تأثیر pH، پوسیدگی بیولوژیکی باکتریایی
و پوسیدگی الکتروشیمیایی افزایش پیدا کند.
جیوه جذب شده توسط ریه وارد خون می‌شود و در اندام‌های مختلف مثل کلیه، مغز و کبد توزیع می‌شود.
جیوه اثراتی نیز بر قلب دارد و با افزایش پراکسید هیدروژن باعث از بین رفتن گلوتاتیون می‌شود
و با اثر بر روی پراکسیون لیپید باعث عوارض قلبی می‌شود.
جیوه می‌تواند نوزادان را هنگامی که از شیر مادر تغذیه می‌کنند تحت تأثیر قرار دهد.
البته مطالعات انجام شده نشان می‌دهد مقدار جیوه ای که روزانه از آمالگام آزاد می‌شود بسیار کمتر از سطح مجاز تعیین شده توسط سازمان بهداشت جهانی است.